# Esodo di Mariel

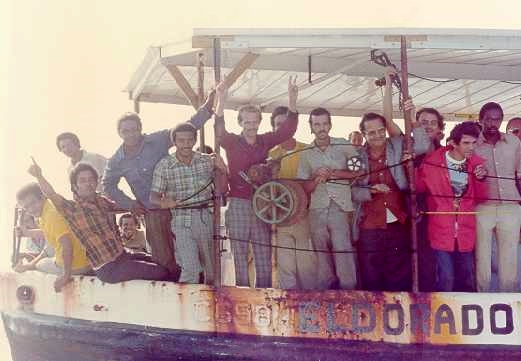
Rifugiati cubani durante la crisi di Mariel.

L'esodo di Mariel (The Mariel boatlift in inglese, éxodo del Mariel in spagnolo) fu un esodo di massa avvenuto tra il 15 aprile e il 31 ottobre 1980 che vide 125.000 cubani imbarcarsi dal porto di Mariel, a Cuba verso gli Stati Uniti d'America, più precisamente verso il sud della Florida.

## I fatti
L'evento fu causato da un forte ribasso dell'economia cubana che portò a forti contrasti interni nell'isola e a un tentativo da parte di più di 10 000 cubani di ottenere il diritto di asilo nell'ambasciata peruviana.
In seguito, il governo cubano annunciò che chiunque avesse voluto lasciare il paese avrebbe potuto farlo partendo dal porto di Mariel; iniziò di lì a poco un imponente esodo navale. L'esodo fu organizzato da statunitensi di origine cubana con l'autorizzazione del presidente cubano Fidel Castro. L'esodo però iniziò ad avere risvolti politici negativi per l'allora presidente degli Stati Uniti Jimmy Carter quando si scoprì che un'alta percentuale di esuli era stata rilasciata dalle prigioni e dagli ospedali psichiatrici cubani.
L'esodo di Mariel finì con il comune accordo tra il governo statunitense e quello cubano, ma a quel punto gli immigrati cubani arrivati in Florida, che furono chiamati marielitos, erano più di 125 000. 

## Riferimenti culturali

### Nel cinema
- Scarface
- La Famiglia Perez
- Prima che sia notte
- Griselda serie tv

### Esuli celebri
- Reinaldo Arenas, scrittore.
- Rene Lavan, attore.
- Mirta Ojito, vincitrice di un Premio Pulitzer.